# José Fernández Gascó
José Fernández Gascó (segons altres fonts Francisco de Paula, Daganzo de Arriba, 22 d'octubre de 1768-Jersey, 6 de desembre de 1826) va ser un polític espanyol.
Fou elegit diputat a les Corts espanyoles en 1820-1822, durant el Trienni liberal va ser  ministre de la Governació de la Península entre agost de 1822 i febrer de 1823. Amb l'arribada dels Cent Mil Fills de Sant Lluís es va exiliar a Gran Bretanya on va morir.